# Alianza Satchō

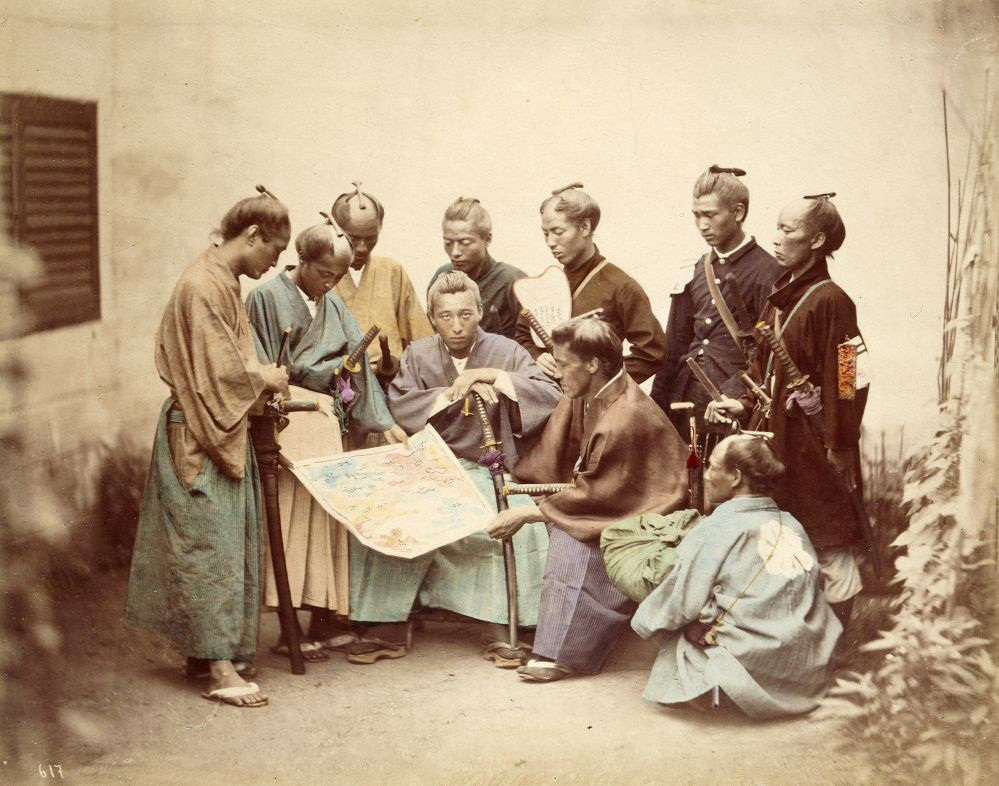
Samuráis del clan Satsuma, miembros de la Alianza Satchō, luchando por el lado Imperial durante el período de la Guerra Boshin.

La Alianza Satsuma-Chōshū (薩摩長州同盟 Satsuma-Chōshū dōmei?), o Alianza Satchō, fue una alianza militar entre los dominios feudales de Satsuma y Chōshū formada en 1866 para combinar sus esfuerzos para restaurar el dominio Imperial y derrocar el shogunato Tokugawa de Japón.
El nombre Satchō (薩長) es una abreviatura que combina los nombres de las provincias Satsuma (actual Prefectura de Kagoshima) y Chōshū (actual Prefectura de Yamaguchi), dos de los dominios tozama imperialistas más fuertes en el período Edo Japón.

## Historia
En la década de 1860, Satsuma tendía a tomar una posición moderada hacia el mantenimiento del statu quo, mientras que Chōshū se había convertido en el centro de un levantamiento encaminado a derrocar al gobierno. A través de la mediación de Sakamoto Ryōma del dominio de Tosa (actual Prefectura de Kōchi), los líderes militares de Satsuma Saigō Takamori y Ōkubo Toshimichi fueron reunidos con Katsura Kogorō (Kido Takayoshi) de Chōshū. Aunque los dos dominios habían sido enemigos acérrimos tradicionalmente, sus líderes convinieron en que el momento era el adecuado para un cambio, y convinieron en principio en ayudarse mutuamente en caso de que cualquiera fuera atacado por un tercero. Además, Chōshū necesitaba desesperadamente armas modernas, pero tenía contactos muy limitados con las potencias occidentales. Satsuma, por otra parte, había desarrollado un comercio sustancial de armas con Gran Bretaña a través de Thomas Blake Glover, un comerciante escocés afiliado con Jardine Matheson. Por sugerencia de Sakamoto, Saigo ayudó a negociar un acuerdo para proveer Chōshū con las armas que necesitaba para luchar contra el shogunato Tokugawa.
A pesar de esta asistencia, todavía había considerable desconfianza entre los dos dominios. El 1 de marzo de 1866, el shogunato exigió el retiro y el confinamiento del daimio de Chōshū Mōri Takachika y la reducción de ingresos del dominio por 100.000 koku. Esto enfureció a la dirección de Chōshū, y condujo a un acuerdo formal, de seis puntos con Satsuma. El alcance del acuerdo era bastante limitado. Satsuma accedió a ayudar a Chōshū a obtener un indulto de la Corte Imperial. Si esto fallaba y el Shogunato atacaba, Satsuma enviaría 2000 tropas a Kioto; sin embargo, Satsuma se comprometería a enfrentarse al Shogunate en combate sólo si Kuwana, Aizu o la guardia personal de Tokugawa Yoshinobu intentara bloquear el acceso de Satsuma al Emperador.
La Alianza fue crucial para permitir que Chōshū soportara una expedición punitiva montada por el shogunato Tokugawa en el verano de 1866, lo que provocó una derrota impresionante para los ejércitos Tokugawa. Durante la subsiguiente Guerra Boshin de 1867-1868, los ejércitos imperiales que finalmente derrocaron al Shogunato fueron principalmente samuráis de la alianza Satchō. Con el establecimiento de la restauración Meiji, los hombres de estos dos dominios dominaron el nuevo gobierno de Meiji en el siglo XX.